# Vladímir Granat
Vladímir Vasílievich Granat (en ruso: Владимир Васильевич Гранат; Ulán-Udé, 22 de mayo de 1987) es un futbolista y entrenador asistente ruso que juega de defensa.

## Trayectoria
Empezó su carrera profesional en el desaparecido Zvezda Irkutsk. El Dinamo Moscú le fichó a los 18 años, y tras pasar una temporada cedido al Sibir Novosibirsk se incorporó al primer equipo, con el que ha jugado 74 partidos en la Liga rusa.

## Selección nacional
El 12 de mayo de 2014 Fabio Capello, director técnico de la selección nacional de Rusia, incluyó a Granat en la lista provisional de 30 jugadores que iniciarán la preparación con miras a la Copa Mundial de Fútbol de 2014. El 2 de junio fue ratificado por Capello en la nómina definitiva de 23 jugadores.
El 4 de junio de 2018 el seleccionador Stanislav Cherchesov lo incluyó en la lista de 23 para el Mundial.

### Participaciones en Copas del Mundo
| Mundial                        | Sede   | Resultado        |
| ------------------------------ | ------ | ---------------- |
| Copa Mundial de Fútbol de 2014 | Brasil | Primera fase     |
| Copa Mundial de Fútbol de 2018 | Rusia  | Cuartos de final |

## Clubes
| Club                             | País  | Año       |
| -------------------------------- | ----- | --------- |
| F. C. Zvezda Irkutsk             | Rusia | 2004      |
| F. C. Dinamo Moscú               | Rusia | 2005-2015 |
| F. C. Sibir Novosibirsk (cedido) | Rusia | 2006      |
| F. C. Rostov (cedido)            | Rusia | 2015      |
| F. C. Spartak de Moscú           | Rusia | 2015-2016 |
| F. C. Rostov                     | Rusia | 2016-2017 |
| F. C. Rubin Kazán                | Rusia | 2017-2020 |
| F. C. Dolgoprudny                | Rusia | 2021      |
| F. C. Dolgoprudny                | Rusia | 2022      |
| F. C. Krasnoye Znamya Noginsk    | Rusia | 2024      |